# Калкатин, Иван Степанович
Ива́н Степа́нович Калкатин (1800—1856) — ковенский губернатор.

## Биография
Из дворян, службу начал канцеляристом в Могилёвском городовом магистрате в 1816 году.
В 1819 году генерал Иван Инзов, тогдашний бессарабский наместник, перевёл его в свою канцелярию, где он и получил первый классный чин; в 1824 году определён при новороссийском и бессарабском генерал-губернаторе чиновником особых поручений; в 1819 и в 1830 годах, когда в Бессарабии свирепствовала чума, он принимал деятельное участие в борьбе с нею.
В 1830 году переведён в департамент Министерства юстиции, и в том же году сопровождал сенаторов, ревизовавших Архангельскую губернию, содействовал раскрытию многих злоупотреблений.
В 1831 году определён губернским прокурором в Архангельск, в 1832 — на ту же должность в Вильно; в 1836 году назначен там же председателем палаты уголовного суда и был директором попечительного тюремного комитета.
В 1838 году назначен старшим членом в Виленскую комиссию для приёма государственных имуществ в новое управление, в 1840 году — управляющим виленской палатой государственных имуществ.
23 апреля 1843 года назначен ковенским губернатором. В этом звании он в 1844 году успешно способствовал раскрытию дела о шайке разбойников, грабивших в Ковенской и Витебской губерниях и в Курляндии. Однако он имел натянутые отношения с представителями местной польской интеллигенции и в 1848 году он стал просить у генерал-губернатора Фёдора Мирковича продолжительного отпуска для поправления здоровья и затем перевода в одну из великороссийских губерний.
10 марта 1848 года он был уволен с должности по болезни.